# 海雲台LCT The Sharp

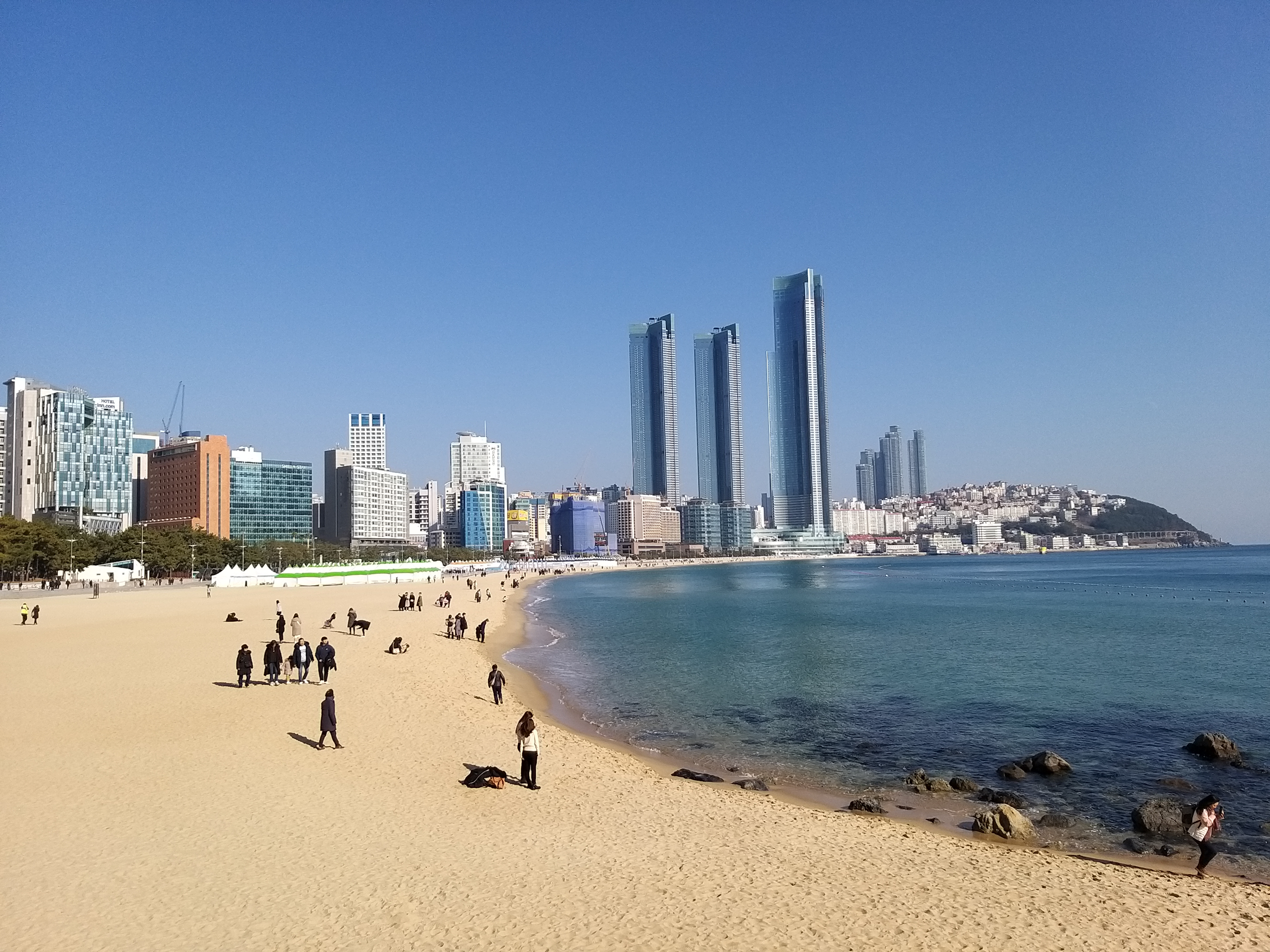
外観

海雲台LCT The Sharp（ヘウンデエルシティ - ）は、大韓民国釜山広域市海雲台区にある大型複合施設の名称である。
3棟の超高層ビルが建ち、高さ411.6mのランドマークタワーは、大韓民国内でロッテワールドタワーに次いで高い超高層ビルであり、釜山市内で最も高い超高層ビルである。

## 概要

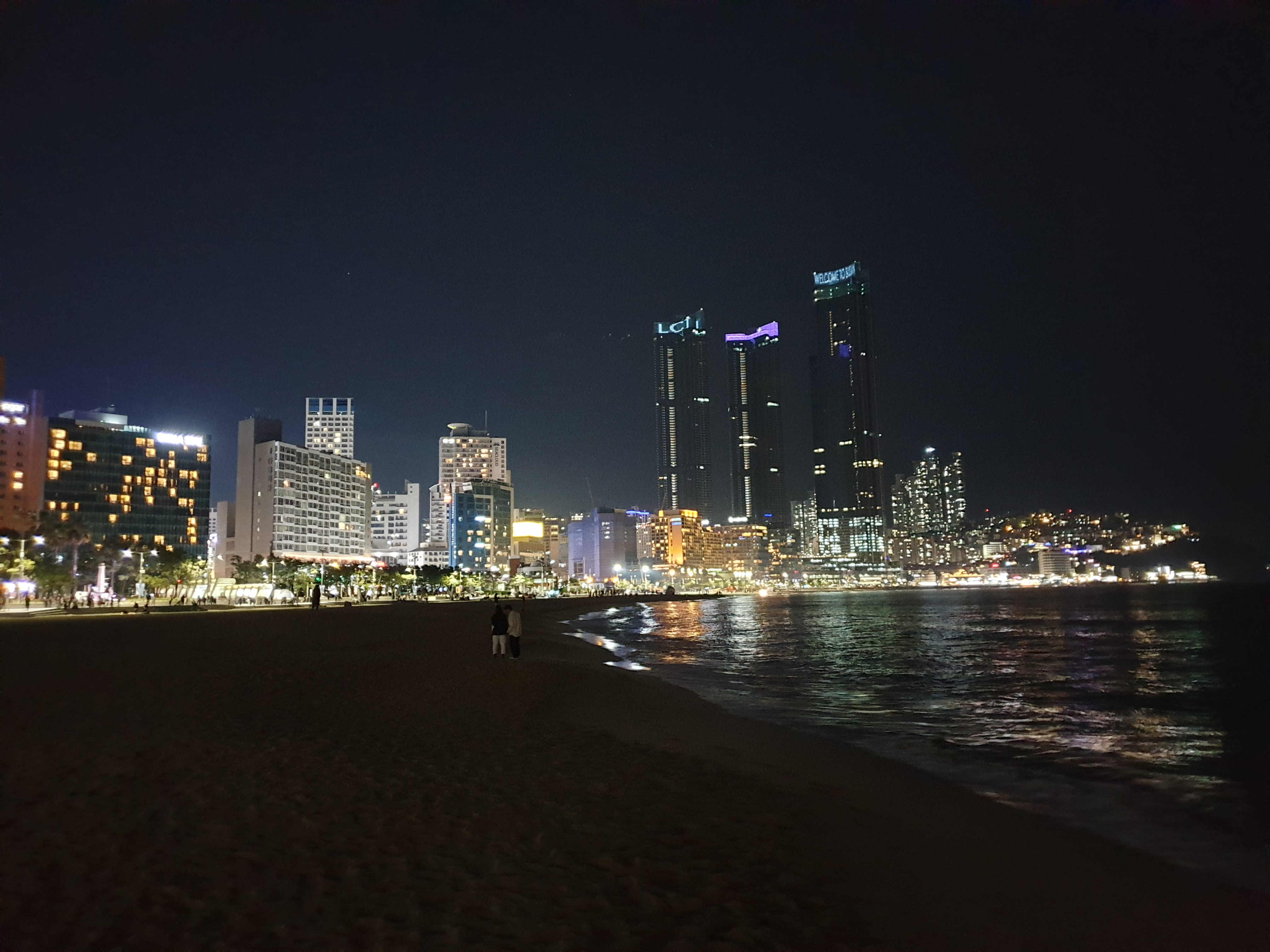
夜景

国際的なリゾート地、海雲台のランドマークとなる施設である。
東アジアでは、高さ400mを超える超高層ビルは中華人民共和国、台湾、韓国にのみ存在するが、ランドマークタワーの高さは411.6mの高さがあり、これはその中でも20番目の高さにランクインする。
100階を超える建物は韓国では2例目で、釜山では初めてである。
2013年10月に着工した。6年の歳月をかけ、2019年11月30日完成した。
3棟構成となっており、住居棟であるタワーA、タワーBも含めてすべてが高さ300m以上のスーパートールである。
設計はスキッドモア・オーウィングズ・アンド・メリル、
施工はポスコ建設である。

## ランドマークタワー
高さ411.6m、101階建て。
100階には展望施設の釜山 X the SKYが設置されている。
99階には世界一高層階にあるスターバックスが入居している。
ビルにはロッテホテルの最高級ブランド、シグニエル釜山が入居する。
展望台用のエレベーターは、韓国三菱エレベーター製で、韓国内で最高速の分速600mである（ただし、韓国内には他にも分速600mのエレベーターが存在する）。

## レジデンスタワー
高さ339.1m、85階建てのタワーAと高さ333m、83階建てのタワーBの2棟がレジンデンス棟となっている。韓国で最高層の超高層マンションである。